# Кристина Ковачевић
Кристина Ковачевић (Ужице, 15. фебруар 1893 — Јајинци, код Београда, 14. мај 1943), револуционарка, женски активиста и учесница Народноослободилачке борбе.

## Биографија
Рођена је 15. фебруара 1893. године у Ужицу.
Након завршетка Првог светског рата, 1919. године је дошла у Београд, где је учила херихтерски занат (део обућарског заната, који се бави израдом горњег дела ципела). Као радница се заинтересовала за раднички покрет и тада основану Комунистичку партију Југославије (КПЈ).
Била је активна у раду Синдиката, а преко Симе Марковића, једног од оснивача КПЈ, се укључила у чланство Партије. У периоду након доношења Обзнане и забране легалног рада КПЈ, када су наступиле фракцијске борбе унутар КПЈ, Кристина није била активна у Партији и углавном је радила само у Синдикату.
Почетком 1934. године обновила је своје чланство у КПЈ и поред рада у Синдикату, почела је активно да се бави и партијским радом. Учествовала је у штампању летака против Петомајских избора 1935. године и била ухапшена у провали која је тада настала у београдској партијској организацији. Након изласка из затвора била је изабрана за члана Месног комитета КПЈ за Београд.
Поред рада унутар КПЈ, по партијском задатку, била је активна у синдикалном покрету. Од 1936. до 1940. године је била члан Централне управе кожарских и прерађивачких радника. Такође по задатку КПЈ, од 1939. године је радила у Савезу кућних помоћница и др.
Током 1937. године је била ухапшена и од Државног суда за заштиту државе, због комунистичког деловања била осуђена на девет и по месеци затвора, које је издржала у истражном затвору на Ади Циганлији. Приликом хапшења, а и после у истрази, била је тучена и злостављана, али се пред полицијом добро држала и никога није одала. После изласка из затвора, била је протерана у Ужице, своје место рођења.
Не дуго потом вратила се у Београд, где је по партијском задатку наставила да ради у легалним радничким организацијама — међу кожарски и текстилним радницима, у Културно-уметничком друштву „Абрашевић”. Посебну пажњу у овом периоду посветила је раду са женама, првенствено женама-радницама, као и женама радника. Њима је говорила о борби за права жена. Током 1939. године је учествовала у акцији за довање права гласа женама, које је водио Женски покрет, преко редакције листа „Жене данас”.
Дан након демонстрација од 14. децембра 1939. године, била је ухапшена под оптужбом да је једна од организатора ових демонстрација. Тада је месец дана провела у затвору Управе града Београда злогласној „Главњачи”, а након тога је поново била протерана у Ужице, али са обавезом полицијске присмотре.
Упркос забрани повратка, дошла је поново у Београд, где је живела и радила илегално, под лажним именом. Иако јој је ово знатно отежавало рад, јер се стално скривала код партијских другова и пријатеља, који су били симпатизери радничког покрета и КПЈ, то није умањило њену активност. Године 1940. била је један од организатора демонстрација жена радника чији су мужеви били насилно мобилисани као штрајкачи.
Након окупације Југославије, 1941. године, наставила је са радом у окупираном Београду, све до децембра 1941. године, када је одлуком Покрајинског комитета КПЈ за Србију била упућена у Прокупље. Тамо је примила дужност члана Месног комитета КПЈ и била одговорна за рад партијске технике. Овде је деловала под лажним именом Милица Јовановић, избеглице из Скопља. Почетком марта 1942. године је била ухапшена. Иако је у полицији у Нишу била мучена није хтела да открије своје право име. Тек када је била пребачена у Београд и предата Специјалној полицији, откривен је њен прави идентитет, јер су је препознали агенти који су је хапсили пре рата.
Агенти Специјалне полиције су наставили са мучењима, али је њен записник остао празан, па је 8. маја 1942. године била пребачена у логор на Бањици. Након годину дана боравка у логору, 14. маја 1943. године је стрељана у Јајинцима, код Београда. Заједно са њом стрељана је већа група жена, међу којима су биле — Јелена Ћетковић, Дринка Павловић, Јулија Делере, Славка Ђурђевић-Ђуричић и др.
Указом Председништва АВНОЈ-а постхумно је 6. јула 1945. одликована Орденом заслуга за народ првог реда.